# 下津具村
下津具村（しもつぐむら）は、愛知県北設楽郡にかつて存在した村。
現在の設楽町津具地区東部（旧・津具村東部）に該当する。

## 歴史
- 16世紀頃、この地域は賀茂郡から設楽郡に移る。
- 江戸時代、この地域は挙母藩領（一部寺社領）であった。
- 1873年（明治6年） - 溜渕村、北方村、南方村が合併し、下津具村となる。
- 1884年（明治17年）7月 - 上津具村・下津具村戸長役場が上津具村に設置される（翌年、上津具村外１ヶ村戸長役場に改称）。
- 1889年（明治22年）10月1日 - 下津具村と上津具村が合併して津具村が成立。
- 1890年（明治23年） - 津具村が下津具村と上津具村に分立する。
- 1903年（明治36年） - 上津具村・下津具村組合村を設立。これは共有林の共同経営などを目的としたものである。
- 1922年（大正11年） - 上津具村・下津具村組合村を解散する。
- 1956年（昭和31年）9月30日 - 上津具村と合併して津具村が成立。下津具村は廃止される。

## 教育
- 下津具村立下津具小学校　
  - 後の津具村立下津具小学校。1974年に津具村立上津具小学校と合併し津具村立津具小学校（現・設楽町立津具小学校）
- 上津具村・下津具村学校組合立津具中学校（その後の設楽町立津具中学校）